# Dorothy B. Hughes
Dorothy Belle Hughes (* 10. August 1904 in Kansas City, Missouri als Dorothy Belle Flanagan; † 6. Mai 1993 in Ashland, Oregon) war eine US-amerikanische Kriminalschriftstellerin und Literaturkritikerin.

## Leben und Karriere
Dorothy Hughes wollte angeblich seit dem Alter von sechs Jahren Schriftstellerin werden und studierte Journalismus an der University of Missouri. In der folgenden Zeit arbeitete sie für verschiedene Zeitungen als Journalistin und belegte auch Kurse an der University of New Mexico und an der Columbia University. Mit ihrem Debüt, dem Gedichtband Dark Certainity, gewann sie 1931 gleich den wichtigen Literaturwettbewerb Yale Series of Younger Poets Competition der Yale University Press.
1940 veröffentlichte sie ihren ersten Kriminalroman The So Blue Marble; die meisten ihrer 14 Romane erschienen anschließend in einer sehr produktiven Phase zwischen 1940 und 1952. Durch diese Romane gilt Hughes als eine der wichtigsten weiblichen Vertreterinnen der Hardboiled Literature. In dem Roman In A Lonely Place überwarf sie beispielsweise Genre-Konventionen und lässt eine männliche Homme fatale, die mehrere Morde begeht, durch zwei weibliche Heldinnen überführen. Diesen stark psychologisierten Roman erzählt sie aus Sicht des Serienmörders, der als unzuverlässiger Erzähler fungiert. In den 1950er-Jahren zog sie sich trotz ihres Erfolges zurück, um sich um ihre Kinder sowie ihre schwer kranke Mutter zu kümmern. Nach elf Jahren Pause erschien im Jahr 1963 ihr letzter Roman The Expendable Man, in dem eine jugendliche Anhalterin ermordet wird. Dieser Roman gilt als einer ihrer besten und setzt sich stark mit Themen der polarisierten US-Gesellschaft der 1960er-Jahre wie beispielsweise der Rassenfrage auseinander. Walter Mosley schrieb über sie:

„Hughes Romane sind sorgfältig geschaffene Werke, ihrer Zeit voraus in dem Gebrauch von psychologischer Spannung und ihren drückenden Beobachtungen über Klasse und Rasse. Sie zählte zu den besten.“

Neben ihren fiktionalen Werken veröffentlichte Hughes auch ein Buch über die Geschichte der Universität New Mexico sowie 1978 eine erfolgreiche Biografie über den Autor Erle Stanley Gardner. Zudem arbeitete sie als Literaturkritikerin für wichtige Tageszeitungen wie die Los Angeles Times; außerdem war sie in den 1940er-Jahren kurzzeitig Drehbuchautorin in Hollywood. Ihre Stoffe erwiesen sich auch dort als populär, drei ihrer Romane wurden in Kinofilmen adaptiert: 1943 der Spionageroman The Fallen Sparrow mit John Garfield und Maureen O’Hara, 1947 Reite auf dem rosa Pferd mit Robert Montgomery als Regisseur und Hauptdarsteller und 1950 der Klassiker Ein einsamer Ort mit Humphrey Bogart in der Rolle eines Mordverdächtigen. Reite auf dem rosa Pferd und Ein einsamer Ort werden dem Film noir zugerechnet, der mit der von Hughes geschriebenen Hardboiled Literature korrespondiert. Weitere Werke von Hughes dienten außerdem als Vorlage für Fernsehepisoden und Fernsehfilme.
Dorothy Hughes starb 1993 im Alter von 88 Jahren nach einem Schlaganfall. Sie hinterließ drei Kinder, die aus ihrer Ehe mit dem Geschäftsmann Levi Allan Hughes junior von 1932 bis zu seinem Tod 1975 kommen, sowie zehn Enkel und zehn Urenkel.

## Auszeichnungen
Für ihre Betätigung als Literaturkritikerin gewann Dorothy B. Hughes in den Jahren 1951 und 1979 zwei Edgar Allan Poe Awards in der Kategorie Beste Literaturkritik. 1978 erhielt sie bei den Edgar Allan Poe Awards den Grand Master Award für ihr Lebenswerk.

## Bibliografie (Auswahl)
- Dark Certainty, Gedichtband (1931)
- Pueblo on the Mesa: The First Fifty Years of the University of New Mexico (1939)
- The So Blue Marble, erster Roman (1940)
- The Cross-Eyed Bear (1940, später auch bekannt als The Cross-Eyed Bear Murders)
- The Bamboo Blonde (1941)
- The Fallen Sparrow (1942)
- The Blackbirder (1943)
- The Delicate Ape (1944)
- Johnnie (1944)
- Dread Journey (1945)
- Ride the Pink Horse (1946)
- The Scarlet Imperial (1946, später auch bekannt als Kiss for a Killer)
- In a Lonely Place (1947)
- The Big Barbecue (1949)
- The Candy Kid (1950)
- The Davidian Report (1952)
- The Expendable Man (1963)
- Erle Stanley Gardner: The Case of the Real Perry Mason, kritische Biografie (1978)